# Dritte Volleyball-Liga 2013/14 (Männer)
Die Saison 2013/14 der Dritten Volleyball-Liga der Männer war die zweite Saison der dritthöchsten Spielklasse im deutschen Volleyball der Männer. Sie begann am 5. Oktober 2013 und endete am 23. März 2014. In diesem Wettbewerb wurde in vier Ligen gespielt.

## Neues Punktesystem
Seit dieser Saison gilt für den Spielbetrieb des DVV eine neue Punkteregel: Für einen 3:0- oder einen 3:1-Sieg gab es drei Punkte, für einen 3:2-Sieg zwei Punkte, für eine 2:3-Niederlage einen Punkt und für eine 1:3- oder 0:3-Niederlage keinen Punkt. Bei Punktgleichheit entschied zunächst die Anzahl der gewonnenen Spiele, dann der Satzquotient (Divisionsverfahren) und schließlich der Ballpunktquotient (Divisionsverfahren).

## Dritte Liga Nord
|                        | Verein               | Anz. Spiele | Punkte | Gew. Spiele | Sätze | Bälle     |
| ---------------------- | -------------------- | ----------- | ------ | ----------- | ----- | --------- |
| 1.                     | TSGL Schöneiche (A)  | 14          | 40     | 14          | 42:6  | 1161:899  |
| 2.                     | TKC Wriezen          | 14          | 26     | 8           | 31:22 | 1178:1124 |
| 3.                     | Berliner VV          | 14          | 23     | 7           | 30:29 | 1281:1255 |
| 4.                     | SV Warnemünde        | 14          | 22     | 9           | 31:29 | 1276:1297 |
| 5.                     | VfL Pinneberg        | 14          | 19     | 6           | 27:33 | 1259:1279 |
| 6.                     | 1. VC Norderstedt    | 14          | 17     | 4           | 23:31 | 1127:1185 |
| 7.                     | VC Potsdam-Waldstadt | 14          | 16     | 6           | 23:32 | 1191:1236 |
| 8.                     | Oststeinbeker SV     | 14          | 5      | 2           | 15:40 | 1096:1294 |
| Stand: 23. August 2014 |                      |             |        |             |       |           |

## Dritte Liga West
|                        | Verein                         | Anz. Spiele | Punkte | Gew. Spiele | Sätze | Bälle     |
| ---------------------- | ------------------------------ | ----------- | ------ | ----------- | ----- | --------- |
| 1.                     | SF Aligse                      | 18          | 47     | 15          | 50:17 | 1619:1337 |
| 2.                     | Tecklenburger Land Volleys (A) | 18          | 45     | 16          | 49:18 | 1581:1375 |
| 3.                     | PTSV Aachen                    | 18          | 35     | 10          | 43:29 | 1630:1497 |
| 4.                     | USC Braunschweig               | 18          | 34     | 12          | 41:26 | 1494:1410 |
| 5.                     | TV Hörde (N)                   | 18          | 32     | 11          | 38:29 | 1495:1437 |
| 6.                     | VSG Ammerland (A)              | 18          | 23     | 9           | 33:39 | 1545:1603 |
| 7.                     | USC Münster                    | 18          | 18     | 6           | 24:41 | 1374:1499 |
| 8.                     | VfL Lintorf                    | 18          | 14     | 4           | 25:47 | 1490:1655 |
| 9.                     | ASC 1846 Göttingen (N)         | 18          | 13     | 5           | 24:48 | 1477:1630 |
| 10.                    | MTV Vechelde                   | 18          | 9      | 2           | 18:51 | 1355:1617 |
| Stand: 23. August 2014 |                                |             |        |             |       |           |

## Dritte Liga Süd
|                        | Verein                  | Anz. Spiele | Punkte | Gew. Spiele | Sätze | Bälle     |
| ---------------------- | ----------------------- | ----------- | ------ | ----------- | ----- | --------- |
| 1.                     | TV Waldgirmes           | 18          | 36     | 14          | 46:28 | 1693:1617 |
| 2.                     | TV Hausen (N)           | 18          | 32     | 10          | 43:33 | 1666:1587 |
| 3.                     | DJK Aalen               | 18          | 32     | 10          | 40:33 | 1642:1630 |
| 4.                     | SG Rodheim              | 18          | 30     | 11          | 39:34 | 1636:1599 |
| 5.                     | TG Rüsselsheim II       | 18          | 28     | 9           | 37:34 | 1602:1574 |
| 6.                     | TV Rottenburg II        | 18          | 28     | 9           | 36:38 | 1618:1644 |
| 7.                     | Eintracht Frankfurt (N) | 18          | 27     | 9           | 36:38 | 1639:1634 |
| 8.                     | TV Bühl II              | 18          | 24     | 8           | 34:38 | 1602:1604 |
| 9.                     | TSV Speyer              | 18          | 19     | 6           | 28:41 | 1518:1597 |
| 10.                    | SV Fellbach II (N)      | 18          | 14     | 4           | 25:47 | 1505:1635 |
| Stand: 23. August 2014 |                         |             |        |             |       |           |

## Dritte Liga Ost
|                        | Verein                 | Anz. Spiele | Punkte | Gew. Spiele | Sätze | Bälle     |
| ---------------------- | ---------------------- | ----------- | ------ | ----------- | ----- | --------- |
| 1.                     | VC Eltmann             | 18          | 38     | 12          | 46:26 | 1628:1466 |
| 2.                     | VGF Marktredwitz       | 18          | 36     | 14          | 49:29 | 1770:1655 |
| 3.                     | TSV Friedberg          | 18          | 36     | 13          | 46:32 | 1789:1691 |
| 4.                     | TSV Niederviehbach (A) | 18          | 33     | 10          | 43:35 | 1710:1668 |
| 5.                     | TSV Zschopau (A)       | 18          | 27     | 9           | 35:35 | 1555:1546 |
| 6.                     | MTV München (N)        | 18          | 25     | 10          | 37:37 | 1605:1608 |
| 7.                     | TSV Mühldorf (N)       | 18          | 21     | 7           | 30:42 | 1516:1611 |
| 8.                     | ASV Neumarkt           | 18          | 21     | 6           | 30:39 | 1510:1552 |
| 9.                     | VC Dresden II          | 18          | 17     | 5           | 26:42 | 1429:1529 |
| 10.                    | 1. VSV Jena 90 (N)     | 18          | 12     | 4           | 25:50 | 1540:1726 |
| Stand: 23. August 2014 |                        |             |        |             |       |           |

Der VGF Marktredwitz wurden vier Punkte abgezogen.
Legende  
|     | Aufstieg in die 2. Bundesliga       |
|     | Abstieg/Rückzug in die Regionalliga |
| (A) | Absteiger                           |
| (N) | Aufsteiger                          |